# Pretty Mrs. Smith
Pretty Mrs. Smith er en amerikansk stumfilm fra 1915 af Hobart Bosworth.

## Medvirkende
- Fritzi Scheff.
- Louis Bennison som Ferdinand.
- Forrest Stanley som Forrest.
- Owen Moore som Frank.
- Lela Bliss som Letitia Proudfoot.